# Friedrich von Dedenroth
Friedrich Emil Ludwig von Dedenroth (* 30. April 1786 in Pleß in Oberschlesien; † 11. Dezember 1850 in Berlin) war ein preußischer Generalleutnant und Kommandant der Festung Graudenz.

## Leben

### Herkunft
Friedrich war der Sohn des preußischen Majors Friedrich Ludwig Wilhelm von Dedenroth (* 6. September 1750; † 11. Juli 1797) und dessen Ehefrau Anna Christiane, geborene Straßburg († 11. Mai 1804). Der Vater war Direktor des Kadettenhauses in Stolp. Sein Onkel Friedrich Ludwig Wilhelm fiel 1812 als polnischer Oberst in der Schlacht an der Beresina.

### Militärkarriere
Dedenroth besuchte die Kadettenhäuser in Stolp und Berlin. Von dort wurde er am 9. April 1804 als Fähnrich im Infanterieregiment „Fürst Hohenlohe“ der Preußischen Armee angestellt. Im Vierten Koalitionskrieg kämpfte er in der Schlacht bei Jena und kam Mitte Dezember 1806 als Sekondeleutnant in das 2. Westpreußische Reserve-Bataillon. Nach dem Frieden von Tilsit wurde Dedenroth am 6. August 1807 auf Halbsold gesetzt. Er beschäftigte sich wissenschaftlich und verfasst einen Bericht über die Belagerung von Kolbergs. Daher wurde er am 1. Mai 1809 zum Topographischen Büro des Generalstabs kommandiert. Am 12. Dezember 1809 erhielt er den Bescheid, dass er ab dem 1. Januar 1810 wieder volles Gehalt erhalten werde. Am 1. April 1810 wurde Dedenroth wirklicher Offizier von der Armee und Mitte Mai 1811 dem Generalstab attachiert. Am 14. Dezember 1811 wurde er zum Premierleutnant befördert und am 26. Februar 1812 in den Generalstab versetzt. Im Russlandfeldzug kämpfte Dedenroth 1812 bei Eckau und Dahlenkirchen.
Bis Mitte September 1813 avancierte Dedenroth zum Kapitän. Während der Befreiungskriege kämpfte er in den Schlachten bei Großgörschen, Bautzen, Dresden, Kulm, Leipzig, Laon, Paris, Ligny und Belle Alliance. Für Leipzig wurde Dedenroth mit dem Eisernen Kreuz II. Klasse und für Belle Alliance mit dem Kreuz I. Klasse ausgezeichnet. Er nahm außerdem an der Belagerung von Erfurt sowie den Gefechten bei Danigkow, Champaubert und Claye teil.
Am 8. Februar 1815 wurde Dedenroth zum Major im Generalstab des I. Armee-Korps befördert und am 17. März 1815 mit dem Orden des Heiligen Wladimir IV. Klasse ausgezeichnet. Im März und April 1816 war er kurzzeitig im 1. Departement des Kriegsministeriums tätig und wurde anschließend in den Generalstab rückversetzt. Am 24. April 1817 nahm Dedenroth einen sechsmonatigen Urlaub mit halben Gehalt, um sich Bayern, Italien und Wien zu bereisen. Nach seiner Rückkehr aggregierte man ihn am 6. Juni 1819 dem 28. Infanterie-Regiment. Am 30. März 1823 wurde Dedenroth zum Kommandeur des I. Bataillons im 29. Infanterie-Regiment in Saarlouis ernannt. In dieser Stellung stieg er am 30. März 1827 zum Oberstleutnant und drei Jahre später zum Oberst auf. Am 9. Dezember 1830 beauftragte man ihn mit der Führung des 4. Infanterie-Regiments in Danzig und ernannte Dedenroth am 24. September 1832 zum Kommandeur dieses Verbandes. In dieser Stellung wurde ihm am 30. September 1839 der Orden der Heiligen Anna II. Klasse mit Krone verliehen. Am 30. Januar 1837 wurde Dedenroth dann als Kommandeur der 10. Infanterie-Brigade nach Posen versetzt und am 9. April 1837 dem 4. Infanterie-Regiment aggregiert. Am 30. März 1838 avancierte er zum Generalmajor und am 22. März 1843 wurde er als Kommandant in die Festung Danzig versetzt, dazu erhielt er am 21. September 1843 eine Prämie von 500 Talern. Dieses Kommando gab Dedenroth im Folgejahr ab und wurde dafür am 30. März 1844 zum Kommandanten der Festung Graudenz ernannt. Als es im Herbst 1844 zu schweren Überschwemmungen an der Weichsel kam, traf Dedenroth entsprechende Hilfsmaßnahmen. König Friedrich Wilhelm IV. sprach ihm daraufhin seine besondere Anerkennung aus. Anlässlich des Ordensfestes wurde er am 19. Januar 1845 mit dem Stern zum Roten Adlerorden II. Klasse mit Eichenlaub ausgezeichnet und am 22. März 1845 zum Generalleutnant befördert. Mit der gesetzlichen Pension wurde Dedenroth am 5. März 1846 zur Disposition gestellt. Er starb am 11. Dezember 1850 in Berlin und wurde am 14. Dezember 1850 in nördlichen Bereich des Invalidenfriedhofs beigesetzt.

### Familie
Dedenroth heiratete am 23. Januar 1827 in Koblenz Eugenie Luise Wilhelmine Karoline von Pirch (* 1807; † 29. Juni 1895), eine Tochter von Oberst Hans Gützlaff von Pirch (1768–1825), Kommandant von Saarlouis. Das Paar hatte mehrere Kinder:
- Sophie Emilie Karoline Julie (* 19. Oktober 1827) ⚭ Wilhelm Ludwig Köhn von Jaski (* 4. Mai 1809; † 21. Oktober 1902), Oberst a. D.
- Emil Eugen Hermann (1829–1887), Hauptmann und Schriftsteller ⚭ Luise Emilie geb. Roge
- Hugo Otto Christoph (* 2. Dezember 1830; † 21. August 1831 an Gehirnhautentzündung)
- Marie Henriette Berta (* 9. Februar 1833), unverheiratet
- Friedrich Eugen Ludwig (* 24. Oktober 1836; † März 1905), Hauptmann